# Oxford University Cricket Club
Der Oxford University Cricket Club (OUCC) ist ein First-Class Cricket Team, das die Universität Oxford repräsentiert. Seine Heimspiele trägt er in den University Parks (meist kurz The Parks) in Oxford aus. Der Club wurde 1881 gegründet.

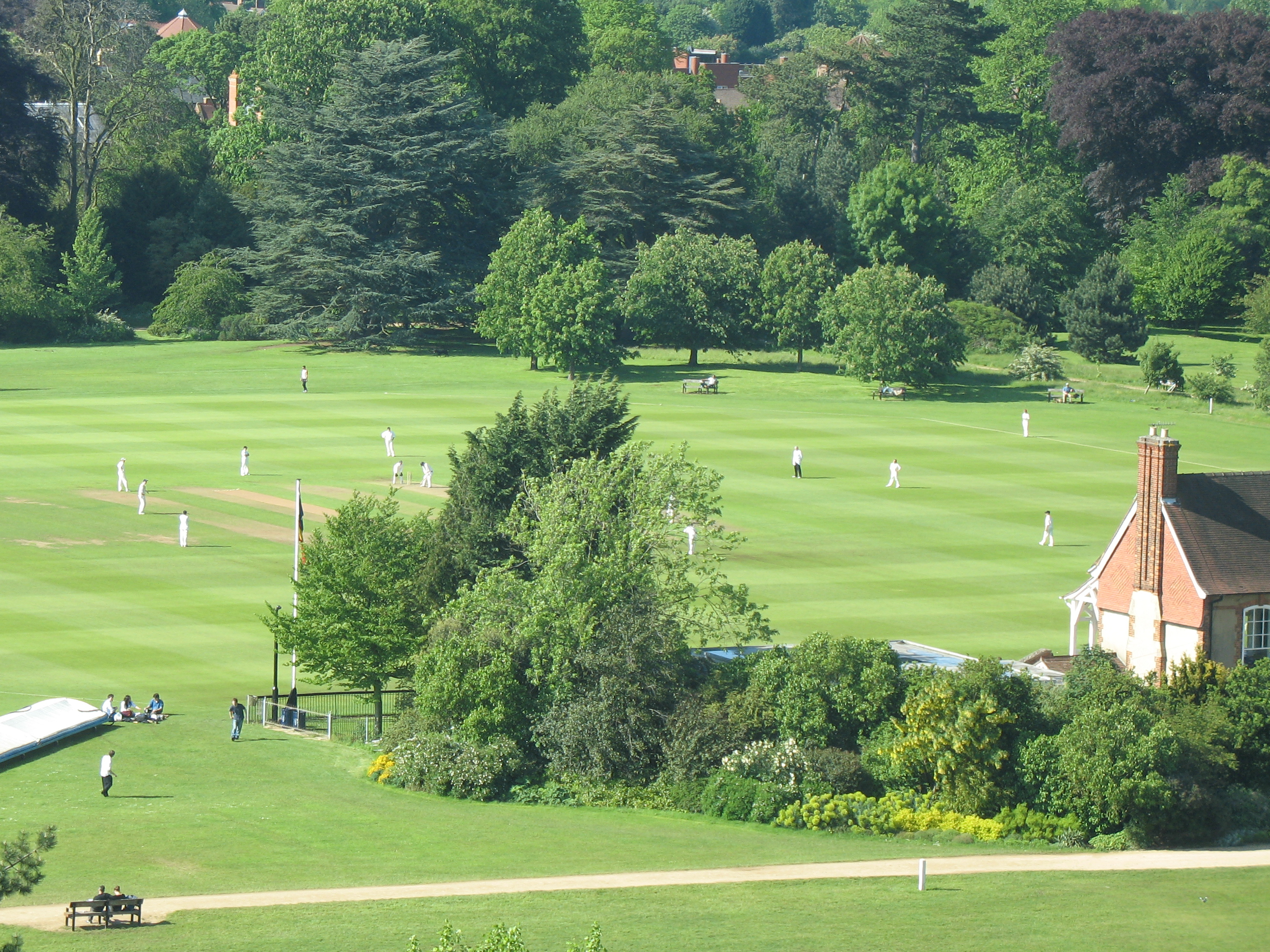
Cricketfeld des OUCC in den University Parks

Seit 2001 ist er insofern zusammen mit dem Team der Oxford Brookes University im Oxford University Centre of Cricketing Excellence (Oxford UCCE) aufgegangen, als Spiele um die MCC Universities Championship und First-Class Begegnungen gegen die First-Class County Clubs unter dieser gemeinsamen Bezeichnung und Organisation ausgetragen werden. Der OUCC ist aber ansonsten ein eigenständiger Cricket Club.
Die Universität Oxford hatte ihr First-Class-Cricket-Debüt 1827 im Spiel gegen den Cambridge University Cricket Club, im ersten University Match überhaupt. Diese First-Class Begegnung und auch eine Reihe weiterer Spiele trägt der OUCC auch weiterhin unabhängig vom Oxford UCCE aus.
Cricketspieler, die in der ersten Universitätsauswahlmannschaft gegen die Universität Cambridge angetreten sind, haben das Anrecht auf ein Oxford Blue.
Spätestens im Jahr 1729 wurde schon Cricket an der Universität Oxford gespielt. Bekannt ist dies durch den englischen Lexikographen Samuel Johnson, der später über seine Studentenzeit berichtete, dass er in diesem Jahr Cricket an der Universität Oxford gespielt hatte.